# 南阿蘇村立長陽西部小学校
南阿蘇村立長陽西部小学校（みなみあそそんりつちょうようせいぶしょうがっこう）は、熊本県阿蘇郡南阿蘇村にあった小学校。

## 沿革
- 1877年(明治7年) - 濁川小学校創立。下野学校創立。
- 1899年(明治29年)4月 - 濁川小学校と下野学校が合併し高野尋常小学校と改称。下野学校は下野分教場となる。
- 1906年(明治36年)8月 - 下野分教場廃止。
- 1941年(昭和16年)4月 - 長陽西部国民学校と改称。
- 1947年(昭和22年)4月 - 長陽村立長陽西部小学校と改称。
- 2005年(平成17年)2月13日 - 南阿蘇村立長陽西部小学校と改称。
- 2012年(平成24年)3月 - 南阿蘇村立長陽小学校、南阿蘇村立立野小学校と統合し南阿蘇村立南阿蘇西小学校となる。

## 学校周辺
- 熊本県道149号河陰阿蘇線